# 한 게이코
한 게이코(潘 恵子, 1953년 4월 5일~)는 일본의 여자 성우이다. 혈액형은 O형. 출신지는 도쿄도이며 소속사는 81 프로듀스.

## 출연작

### TV 애니메이션
1981년
- 천년여왕 (유키노 야요이)

1985년
- 모래요정 바람돌이 (사미코)

1986년
- 세인트 세이야 (아테나)

1989년
- 파라솔 헨베에 (카와이)

1991년
- 금붕어 주의보 (유리카)

1992년
- 미소녀전사 세일러문 (퀸 베릴)
- 미소녀전사 세일러문 (루나)

1993년
- 미소녀전사 세일러문 (루나)

1994년
- 미소녀전사 세일러문 (루나)

1995년
- 보노보노 (너부리 엄마)
- 미소녀전사 세일러문 (루나)

1996년
- 미소녀전사 세일러문 (루나)

1997년
- 포켓몬스터 (우치키로 박사)
- 미소녀전사 세일러문 (루나)

2003년
- 어벤져 (세실)

2011년
- 헌터X헌터 리메이크 (미토)

### 극장판 애니메이션
1982년
- 신죽취물어 천년여왕 (유키노 야요이)

1985년
- 도라에몽 노비타와 우주소전쟁 (파피)

1998년
- 메텔 레전드 (프로메슘)

2004년
- 은하철도999 우주교향시 (프로메슘)

### OVA
1988년
- 은하영웅전설 (안네로제 폰 그류네발트)

2003년
- 세인트 세이야 명왕 하데스 12궁편 (아테나)